# Utricularia multicaulis
Utricularia multicaulis (лат.) — очень маленькое однолетнее плотоядное растение, вид рода Пузырчатка Utricularia. U. multicaulis растёт как литофит или наземное растение на влажных скалах или открытых заболоченных лугах со мхами на высоте от 1800 до 4000 м. Первоначально было описано Дэниелом Оливером в 1859 году.